# ويليام إف. رايلي
ويليام إف. رايلي (بالإنجليزية: William F. Riley)‏ هو محامي وقاضي أمريكي، ولد في 20 مارس 1884 في أينسورث في الولايات المتحدة، وتوفي في 29 ديسمبر 1956.